# Бедевля
Беде́вля (укр. Бедевля) — село в Тячевском районе Закарпатской области Украины. Административный центр Бедевлянской сельской общины.
Население по переписи 2001 года составляло 3971 человек. Занимает площадь 2,958 км². Местный совет: 90561, с. Бедевля. вул. Волошина,18, тел. 3-50-17 (укр.)
Основано в 1225 году. Согласно административно-территориальному делению обсласти состоянию на 1996 г. в состав Бедевлянского сельсовета входят территориальные общины сёл Глиняный, Дубровка, Руня.
По своему географическому положению село Бедевля относится к центральной зоне Закарпатья и размещается в междуречье Тересвы и Тисы, по правому берегу последней. Недалеко протекают потоки — Глинянский и Монастырский, впадающими в реку, и Брусный, соединяющийся с Тячевцем, впадая в Тису.
Высота местности над уровнем моря составляет 240—260 метров.
Особенности природно-географических условий определяются горным рельефом.

## Галерея
- Здание бывшей синагоги
- Еврейское кладбище в Бедевле